# Kalījār
Kalījār är en ort i Iran.   Den ligger i provinsen Gilan, i den norra delen av landet, 180 km nordväst om huvudstaden Teheran. Kalījār ligger 256 meter över havet och antalet invånare är 249.
Terrängen runt Kalījār är varierad. Runt Kalījār är det ganska tätbefolkat, med 134 invånare per kvadratkilometer. Närmaste större samhälle är Rūdsar, 13,5 km norr om Kalījār. I omgivningarna runt Kalījār växer i huvudsak blandskog.